# 第一賓館
第一賓館，又稱蔣公行館，是位於臺灣澎湖縣馬公市的行館建築，於1998年12月10日登錄為澎湖縣縣定古蹟。

## 歷史

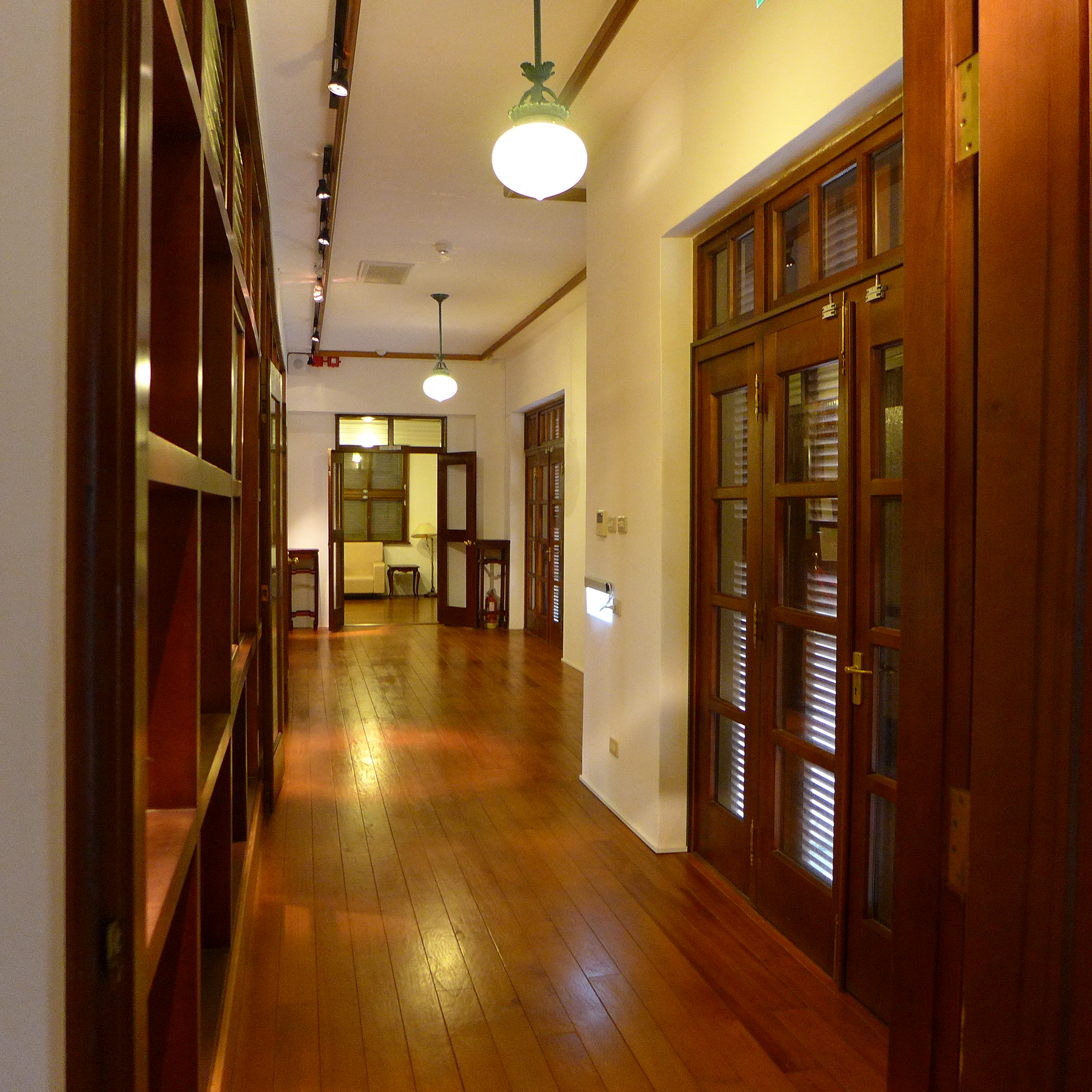
內部走廊

第一賓館前身為專用以招待貴賓的高級旅館「澎湖貴賓館」，過去該單位曾作為松島紀念公園附設貴賓館使用，1937年（昭和12年）因馬公第一漁港工程，澎湖廳則決定在在觀音亭北側高地興建新貴賓館，在由澎湖廳總務課建築技手末安猛設計，由澎湖廳雇員黃得永擔任工事監督，並由宏志營造廠之許令咸之建造下，於1940年（昭和15年）開始興建，並在1942年10月26日由澎湖廳長大田政作主持上棟祭，棟札上記載為「軍人休憩所房舍」，最終該棟建築於1943年2月竣工落成，然而因太平洋戰爭爆發，因此貴賓館從未有日本皇族和軍政高級官員下榻。
第二次世界大戰結束後，1949年（民國38年）5月17日，已下野的蔣中正因預作上海撤退國軍停頓之安排，在旋即經澎湖停留9日李守孔. ，在此期間則下榻貴賓館，自此蔣中正抵澎巡視時都在此下榻，因而得名為「蔣公行館」，同時並在戰後改名為「第一賓館」。之後，蔣經國、李登輝等多位總統多次蒞澎視察，也以第一賓館作為下榻歇腳之處。並在期間增建專屬房間、地下戰時指揮所、地道等多項室內設施。

1991年，在陸軍澎湖防衛指揮部指揮宋川強准許下，有限度開放供縣民參觀，1998年12月10日，第一賓館由澎湖縣政府公告為縣定古蹟。2000年軍方將管理權轉予澎湖縣政府，並在2009年完成建築主體整修工程，2011年正式開放民眾參觀。

## 建築設計
第一賓館為澎湖地區少數之帝冠樣式建築，屬於廣義的和洋折衷建築，入口處的玄關屋頂為唐博風構造，房屋外牆主體採烏石造承重牆結構。當前內部隔間已經經過巨大改建，其中戰後時期廊道木地板則改舖設地毯，寢室內塌塌米則拆除改舖設木地板。過去則採用木條灰泥牆，和編竹夾泥牆結構工法，另外屋頂採用入母屋桁架結構形式，並鋪設水泥製理想瓦（上瓏瓦）。